# Ruhrs voetbalkampioenschap 1913/14
In 1913/14 werd het tiende Ruhrs voetbalkampioenschap gespeeld, dat georganiseerd werd door de West-Duitse voetbalbond. Na twee jaar onderbreking kwam er een nieuwe competitie. De voorgaande jaren speelden de clubs in de competities van Westfalen, Noordrijn en de Zehnerliga. 
Duisburger SpV werd kampioen en plaatste zich voor de West-Duitse eindronde. In een groepsfase met 5 clubs werd de club groepswinnaar en stootte zo ook door naar nationale eindronde. Hier versloeg de club Altonaer FC 93 en verloor dan van VfB Leipzig in de halve finale. 
Dortmunder FC 95 en BV 04 Dortmund fuseerden tot SVgg Dortmund 95.  

## Kreisliga
| Plaats | Club                      | Wed. | W  | G | V  | Saldo | Ptn.  |
| ------ | ------------------------- | ---- | -- | - | -- | ----- | ----- |
| 1.     | Duisburger SpV            | 14   | 14 | 0 | 0  | 75:9  | 28:0  |
| 2.     | Essener TB 1900           | 14   | 9  | 2 | 3  | 56:24 | 20:8  |
| 3.     | SV Viktoria 1899 Duisburg | 14   | 4  | 6 | 4  | 22:26 | 14:14 |
| 4.     | SC Preußen Duisburg       | 14   | 5  | 3 | 6  | 31:36 | 13:15 |
| 5.     | VfvB Ruhrort 1900         | 14   | 5  | 2 | 7  | 27:33 | 12:16 |
| 6.     | SVgg Dortmund 95          | 14   | 4  | 2 | 8  | 26:38 | 10:18 |
| 7.     | SuS Schalke 1896          | 14   | 3  | 3 | 8  | 26:58 | 9:19  |
| 8.     | TC Gelsenkirchen 74       | 14   | 2  | 2 | 10 | 20:59 | 6:22  |

|  | Kampioen |

## A-Klasse
| Plaats | Club                 | Wed. | W  | G | V  | Saldo | Ptn.  |
| ------ | -------------------- | ---- | -- | - | -- | ----- | ----- |
| 1.     | Meidericher SpV 02   | 18   | 18 | 0 | 0  | 88:13 | 36    |
| 2.     | SuS Bochum 1908      | 18   | 9  | 6 | 3  | 43:36 | 24:12 |
| 3.     | SpV Oberhausen 04    | 18   | 7  | 5 | 6  | 29:35 | 19:17 |
| 4.     | Essener SV 1899      | 18   | 8  | 2 | 8  | 34:38 | 18:18 |
| 5.     | VfB Dortmund 1897    | 18   | 7  | 3 | 8  | 39:42 | 17:19 |
| 6.     | FC Hochfeld          | 18   | 6  | 5 | 7  | 35:40 | 17:19 |
| 7.     | FC Hagen 1905        | 18   | 7  | 2 | 9  | 33:40 | 16:20 |
| 8.     | SV Mülheim/Ruhr 1907 | 18   | 7  | 2 | 9  | 30:40 | 16:20 |
| 9.     | TC Essen             | 18   | 5  | 3 | 10 | 22:40 | 13:23 |
| 10.    | SuS Gevelsberg 1909  | 18   | 2  | 0 | 16 | 18:47 | 04:32 |

|  | Kampioen, promotie |